# Accord sur la promotion et la protection des investissements étrangers (APIE) entre le Canada et la Chine
L'accord sur la promotion et la protection des investissements étrangers (APIE) entre le Canada et la Chine, officiellement l'Accord entre le gouvernement du Canada et le gouvernement de la République populaire de Chine concernant la promotion et la protection réciproque des investissements, est un traité bilatéral d'investissement entre le Canada et la république populaire de Chine entré en vigueur le 1er octobre 2014.

## Contexte et portée de l'accord
De 2003 à 2013, l’investissement direct de la Chine au Canada est passé de 216 millions à 16,7 milliards de dollars, alors que celui du Canada en Chine s’est accru de 838 millions à 4,9 milliards de dollars durant la même période.
Après plusieurs années de négociations, les deux parties signent l'accord le 9 septembre 2012. Son entrée en vigueur est repoussée à la suite de la plainte déposée par la Première Nation Hupacasath (en). L'accord est finalement ratifié par le Canada le 12 septembre 2014, et entre en vigueur le 1er octobre de la même année. D'une durée minimale de 31 ans, le traité ne peut être dénoncé avant 2045.
En vertu de l’APIE, le Canada et la Chine s’engagent à offrir aux investisseurs de l’autre partie un traitement aussi favorable que celui accordé, dans des circonstances similaires, aux investisseurs d’un autre pays ou à ses propres investisseurs. Ces obligations sont connues respectivement comme le « traitement de la nation la plus favorisée » et le « traitement national ».

## Critiques et controverses
Le gouvernement Harper a tenu à finaliser le texte et à ratifier l'accord en raison des divergences diplomatiques et des préoccupations concernant les violations des droits de la personne en Chine, de sorte que les négociations ont duré environ 20 ans. Les critiques étaient particulièrement nombreuses après la signature du traité en 2012 parce que les négociations sur l'APIE avaient été quelque peu secrètes et parce que certains termes étaient jugés défavorables aux investisseurs canadiens. Par conséquent, l'APIE a fait l'objet de controverses au Canada.
La controverse portait principalement sur les dispositions du FIPA sur le règlement des différends entre investisseurs et États. L'article 15 stipule que les investisseurs d'un pays sont autorisés à poursuivre le gouvernement de l'autre pays par l'intermédiaire d'un tribunal international. Toutefois, plusieurs considèrent que le risque de telles poursuites soit relativement plus élevé pour le Canada du fait que l'investissement étranger direct de la Chine au Canada représente environ trois fois le montant de l'investissement canadien en Chine. En outre, un tribunal n'a jamais ordonné à la Chine d'indemniser un investisseur étranger, malgré les investissements canadiens dans ce pays de l'ordre de plusieurs millions.
Certains commentateurs ont également critiqué les dispositions relatives au traitement national figurant à l'article 6 qui pourrait favoriser de manière disproportionnée les investisseurs chinois au Canada parce que la Chine impose des exigences plus strictes aux investisseurs étrangers pour l'enregistrement et l'approbation de nouvelles entreprises que le Canada et parce que le contrôle gouvernemental en Chine implique de nombreux niveaux bureaucratiques pour les nouvelles entreprises. L'APIE étend le traitement de la nation la plus favorisée à la phase de pré-établissement, mais les investisseurs canadiens pourront difficilement se prévaloir de cette disposition de recours à un droit au traitement national, la Chine n'ayant jamais accordé ce traitement à un autre pays jusqu'ici.